# Dolsan-eup
Dolsan-eup (koreanska: 돌산읍) är en köping i stadskommunen Yeosu i provinsen Södra Jeolla, i den södra delen av Sydkorea, 330 km söder om huvudstaden Seoul. Den består av ön Dolsando och några mindre kringliggande öar.